# Фемистоклис (парусный корвет)
Парусный корвет «Фемистоклис» — торговое греческое судно с острова Идра начала 19-го века. Первый флагманский корабль революционного флота Греции.

## Греческая революция
«Фемистоклис» был построен на острове Идра в 1812 году. Принадлежал богатым судовладельцам острова братьям, Томбазис, Яковос и Манолис Томбазис. Братьям принадлежал также другой известный корабль Греческой революции — шхуна «Терпсихори».
Французский художник Antoine Roux запечатлел «Фемистоклиса» на своей картине, после захода корабля в Марсель.
Как и другие греческие торговые суда предреволюционного периода «Фемистоклис» имел несколько пушек для обороны от берберийских (см. алжирских, тунисских) пиратов.
С началом Греческой революции имел на борту 18 ×12-фунтовых пушек.
В начале войны Яковос Томбазис, называемый «адмиралом», возглавил флота Идры и, учитывая вес флота идриотов по сравнению с флотами других греческих оплотов на море, островов Спеце и Псара, считался негласным командующим объединённого революционного флота.
Как следствие, «Фемистоклис» был флагманом революционного флота. На борту «Фемистоклиса» происходили все совещания командующих флотами Идры, Спеце и Псара, перед тем как 27 мая 1821 года Папаниколис, Димитриос сжёг турецкий фрегат в бухте Эрессос, остров Лесбос.
В дальнейшем командование флотом принял Миаулис Андреас-Вокос и вместе с этим флагманский вымпел перешёл с «Фемистоклиса» на его корабль.
Перед Битвой при Геронтас 17 августа 1824 года Яковос Томбазис, со своим «Фемистоклисом» захватил австрийский транспорт, от которого была получена информация о том, что османский и египетский флоты находятся напротив острова Кос. Совет адмиралов островов принял решение не дожидаться неприятеля, а атаковать его в проливе между островом Кос и Галикарнасс (сегодняшний Бодрум).
После сражения и в ходе преследования турецкого и египетского флотов, «Афина» Сахтуриса, «Арес» Миаулиса и «Фемистоклис» Томбазиса нагнали у острова Касос и захватили 4 из 5 транспортов под европейскими флагами. Горькая ирония была в том, что из захваченных транспортов английский назывался Одиссей, а австрийский Сократ.

## Рейд в Александрию
Как следствие широкомасштабного участия вассального османам Египта, греческий флот совершил дерзкий рейд в Александрию.
22 июля 1825 года «Фемистоклис», под командованием Манолиса Томбазиса, «Эпаминондас» Криезиса и 3 брандера, которыми командовали капитаны Канарис, Константин, Вокос и Бутис вышли к Египту. 29 июля флотилия подошла к Александрии. Но лишь Канарис решился войти в порт до захода солнца, около 17:00. Лишь бдительность вахтенного французского брига «Abeille», сыгравшего тревогу, спасла скученные в порту турецкие, египетские и европейские корабли. Французский консул Drovetti писал впоследствии:150 европейских кораблей, из них 25 французских, чудом спаслись от ужасной катастрофы
.

## После войны
После воссоздания Греческого государства «Фемистоклис» оставался в составе военно-морского флота. Был выведен из состава флота в 1832 году.

## Наследники
- Фемистокл типа ΗUNT II, бывший британский HMS BRAMHAM. Вошёл в состав флота в 1942 году.
- Фемистокл II (эсминец). Бывший американский USS FRANK KNOX типа GEARING FRAM II. Вошёл в состав флота в 1971 году.
- Фемистокл III (эсминец). Бывший американский USS BERKELEY типа CHARLES ADAMS. Вошёл в состав флота в 1992 году.
- Фемистокл (фрегат) голландского типа Standard. Вошёл в состав флота в 2004 году.